# Lijst van beelden in Bronckhorst
Dit is een (onvolledige) chronologische lijst van beelden in Bronckhorst. Onder een beeld wordt hier verstaan elk driedimensionaal kunstwerk  in de openbare ruimte van de Nederlandse gemeente Bronckhorst, waarbij beeld wordt gebruikt als verzamelbegrip voor sculpturen, standbeelden, installaties, gedenktekens en overige beeldhouwwerken.
| Geplaatst | Omschrijving                         | Kunstenaar           | Straat                   | Plaats   | Materiaal           | Afbeelding |
| --------- | ------------------------------------ | -------------------- | ------------------------ | -------- | ------------------- | ---------- |
| 1949      | Vrouw met vlag                       | Willem Reijers       | Emmaplein                | Vorden   | natuursteen         |            |
| 1950      | Verzetsmonument                      | Bé Thoden van Velzen | Hengeloseweg             | Zelhem   | Euville (kalksteen) |            |
| 1951      | Gedenkteken voor oorlogsslachtoffers | Peter Roovers        | Raadhuisstraat           | Hengelo  |                     |            |
| 1979      | Aornt Peppelenkamp                   | Anna Colenbrander    | Herman van Velzenplein   | Hengelo  |                     |            |
| 1985      | zonder titel                         | Rob Langedoen        | Vincent van Goghstraat   | Zelhem   | staal               |            |
| 1986      | Anthony Christiaan Winand Staring    | Frank Letterie       | Dorpsstraat/Zutphenseweg | Vorden   | brons               |            |
| 1991      | Smoks Hanne                          | Wijnand Schoemaker   | Stationsstraat           | Zelhem   |                     |            |
| 1992      | Liggend naakt                        | Rini Dado            | Bergstraat/Hummeloseweg  | Zelhem   | brons               |            |
| 1992      | Beschermvrouwe                       | Marga Brey           | Dierenseweg              | Olburgen | brons               |            |
| 1994      | Mens onderweg                        | Ad van den Brink     | Hummeloseweg             | Zelhem   |                     |            |
| 1994      | Paalklimmen                          | Wijnand Schoemaker   | Ruurloseweg              | Zelhem   | brons               |            |
| 1997      | Petje Bal                            | Wijnand Schoemaker   | Stationsplein            | Zelhem   | dolomiet            |            |
| 1997      | Knikkerend jongetje                  | Wijnand Schoemaker   | Magnoliaweg              | Zelhem   | brons               |            |